# Conus leopardus
Conus leopardus, también conocido como cono leopardo, es una especie de caracol marino depredador, un molusco gasterópodo marino de la familia Conidae, los caracoles cono, conchas de cono o simplemente conos.
Como todas las especies del género Conus, estos caracoles son depredadores y venenosos por la secreción de conotoxinas. Utilizan su veneno para paralizar a sus presas. Son capaces de "picar" a los humanos, por lo tanto, los especímenes vivos deben manipularse con cuidado o no manipularse en absoluto.
Esta especie fue llamada Conus millepunctatus por Lamarck y C. millepunctatus var. aldrovandi por Dautzenberg, pero estas denominaciones hoy no están aceptadas.

## Descripción
El tamaño de la concha de un adulto varía entre 50 mm y 222 milímetros. Es de color blanquecino, con hileras regulares de manchas oscuras.
Habita en arrecifes de coral y puede encontrarse hasta a 20 metros de profundidad.

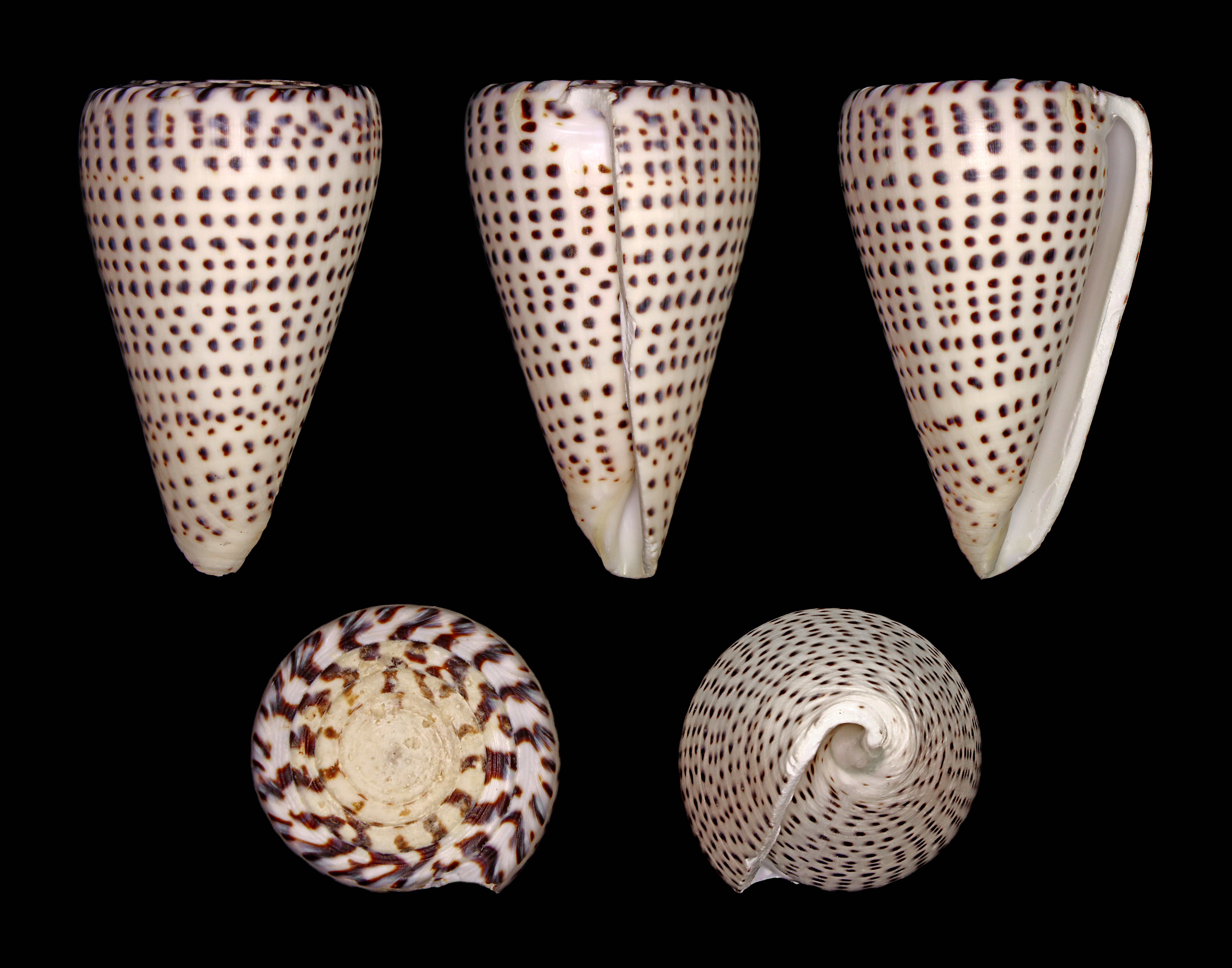
Caparazón de Conus leopardus

## Distribución
Esta especie marina se encuentra en el Océano Índico frente a Aldabra, Chagos, Madagascar, la cuenca de Mascarene, Mauricio y Tanzania; en toda la Región del Indo-Pacífico; fuera de Australia (Territorio del Norte, Queensland, Australia Occidental).

## Usos humanos
Esta especie es mencionada por el etnógrafo  Bronislaw Malinowski por ser la utilizada para la confección de los mwali, uno de los objetos intercambiados en el intercambio Kula por los massim de las islas Trobriand en Melanesia.